# 스위스 증권거래소
스위스 증권거래소(영어: SIX Swiss Exchange)는 스위스 취리히에 있는 증권거래소이다. 증권 및 파생 상품을 취급하고 있다. 약어로는 "SWX"이며, 1995년에 각각 1세기 이상의 역사를 가진 제네바 증권거래소(1850년 설립), 바젤 증권거래소(1866년 설립), 취리히 증권거래소(1873년 설립)가 통합하여 현재의 형태로 탄생한 이후에 개명했다. 이 밖에 수도인 베른에 소규모 증권거래소가 있다.